# Twardawa (stacja kolejowa)
Twardawa – stacja kolejowa w Twardawie, w województwie opolskim, w Polsce. Budynek stacji powstał w 1905 roku.

## Ruch pasażerski
| Rok  | Wymiana pasażerska na dobę |
| ---- | -------------------------- |
| 2017 | 10-19                      |
| 2022 | 10-19                      |

## Historia
Powstanie stacji w Twardawie wiązało się z rozwojem przemysłu na terenie Górnego Śląska od połowy XVIII wieku, kiedy to rządy nad regionem przejęło Królestwo Prus w wyniku zwycięskiej wojny z państwem Habsburgów. Na początku XIX wieku wraz z pojawieniem się transportu kolejowego powstały pierwsze inicjatywy połączenia regionu z Wrocławiem. Już w 1843 pojawił się pomysł budowy połączenia Wrocławia z Górnym Śląskiem, które miałoby prowadzić m.in. przez Twardawę. 12 stycznia 1853 zamierzano utworzyć połączenie kolejowe na linii Koźle–Prudnik. Spółka Kolej Górnośląska 7 lipca 1869 otrzymała koncesję na budowę linii z Ząbkowic Śląskich. Budowę kolejowej magistrali podsudeckiej ukończono w 1876.
Podczas powodzi w 1997 woda podmyła torowisko na odcinku Twardawa–Koźle, które wcześniej dodatkowo zostało uszkodzone przez pociąg towarowy. Na czas naprawy uszkodzeń, ruch lokalny między Twardawą i Koźlem obsługiwały autobusy.
W 2022 roku ze stacji odjeżdżało 5 par pociągów w kierunku Kędzierzyn-Koźle i Nysa. Jeszcze w 2012 było to 7 par, w 1992 8 par, a w 1972 aż 12.